# Candace Glendenning
Candace Glendenning (Londra, 9 agosto 1953) è un'attrice britannica.
Tra i suoi ruoli celebri, quello della Granduchessa Marija nel film Nicola e Alessandra.

## Filmografia parziale
- The Tyrant King - film TV (1968)
- La strana voglia di Jean (The Prime of Miss Jean Brodie), regia di Ronald Neame (1969)
- Nicola e Alessandra (Nicholas and Alexandra), regia di Franklin J. Schaffner (1971)
- Perché il dio fenicio continua ad uccidere? (Tower of Evil), regia di Jim O'Connolly (1972)
- Satan's Slave (1976)